# MEGIDDO
MEGIDDO (MEGIDDO?) è il quarto EP della band visual kei giapponese RENTRER EN SOI, pubblicato nel 2008 dalla label indie Free-Will.
Si tratta anche dell'ultimo disco pubblicato dalla band prima dello scioglimento e vale come loro testamento musicale.

## Tracce
Tutti i brani sono testo di Satsuki e musica di Takumi, tranne dove indicato.

Dopo il titolo è indicata fra parentesi "()" la grafia originale del titolo.
1. LAST SCENE (LAST SCENE?) - 5:11
2. CRUSADE (CRUSADE?) - 4:46 (Satsuki - Shun)
3. BAPTISM (BAPTISM?) - 3:55 (Satsuki - RENTRER EN SOI)
4. DAMNATION (DAMNATION?) - 5:12
5. METEMPSYCHOSIS (METEMPSYCHOSIS?) - 5:56

## Formazione
- Satsuki - voce
- Takumi - chitarra
- Shun - chitarra
- Ryō - basso
- Mika - batteria